# Burgess Abernethy
Burgess Abernethy (n. 21 februarie 1987, Gold Coast, Queensland, Australia) este un actor, regizor și scenarist australian, cel mai bine cunoscut pentru rolul lui Zane Bennett în serialul de televiziune australian H2O - Adaugă apă.
În 2012, el a scris, regizat și produs filmul scurt-metraj Quietus, împreună cu colegul său Hari Jago. Abernethy a lucrat, de asemenea, ca un difuzor în televiziune reclame Trading Post, Milo și Good Start Early Learning Centre.

## Filmografie

### Cinema
- Hildegarde
- Kubla Kahn
- Secrets of Seduction
- Stuck
- Grace
- Mirrors

### Televiziune
- BeastMaster  (2000)
- H2O (H2O: Just Add Water)(2006-2010)
- Home and Away  (2007-2008)
- Blue Water High (2008)
- All Saints (2008)
- Dance Academy (2010)
- Crownies (2011)
- Peter Allen: Not the Boy Next Door (2015)

### Regizor
- Quietus  (2012)
- Mirrors  (2013)